# Thalictrum oshimae
Thalictrum oshimae är en ranunkelväxtart som beskrevs av Masamune. Thalictrum oshimae ingår i släktet rutor, och familjen ranunkelväxter. Inga underarter finns listade i Catalogue of Life.